# Losamol
Losamol ist eine Reggae-Mundart-Band aus dem Allgäu. Losamol bedeutet „höre einmal zu“ oder „leih mir dein Ohr“ und steht für „spreche doch, wie dir der Schnabel gewachsen ist“.

## Geschichte

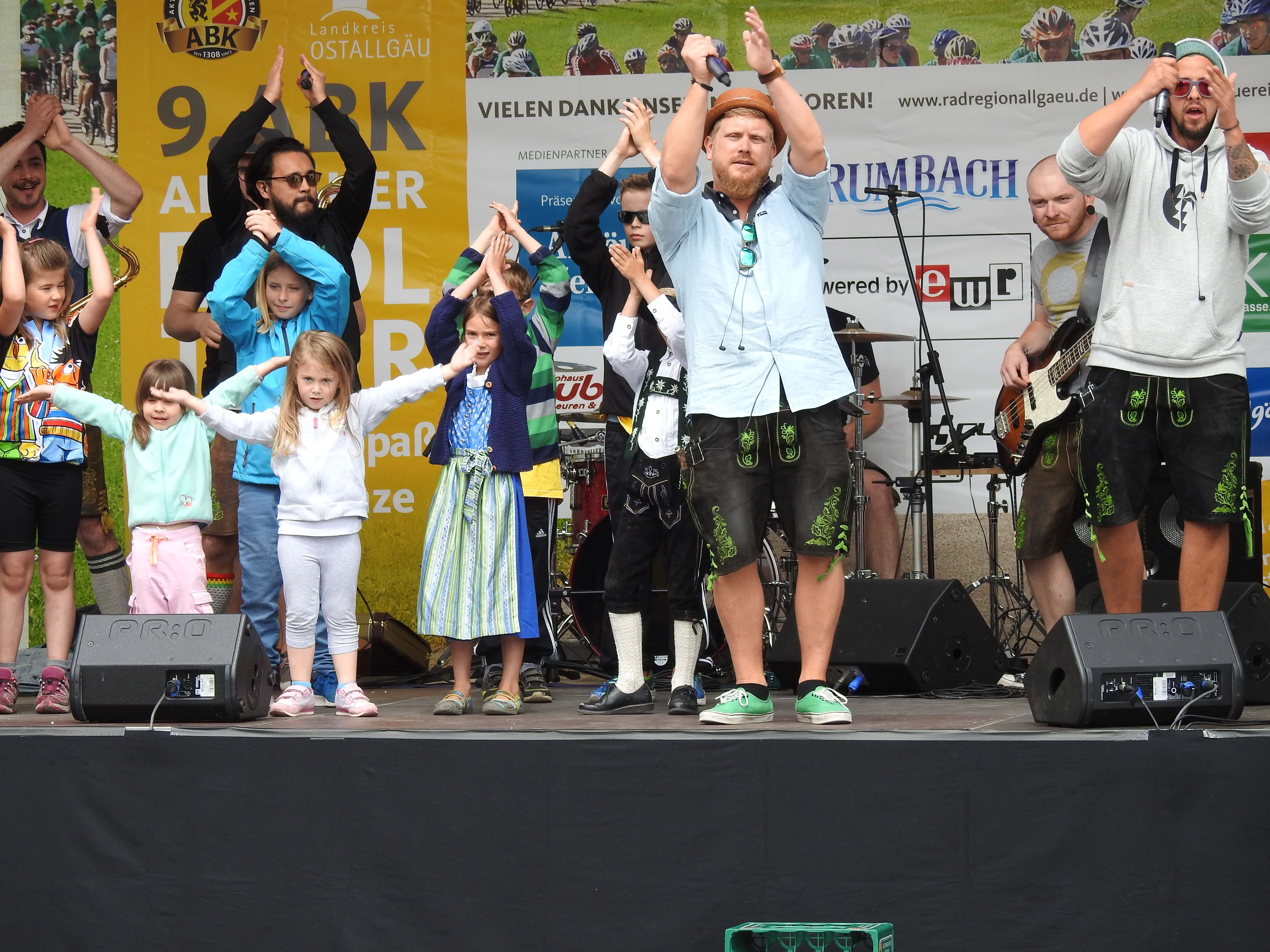
Losamol 2017

Gegründet wurde Losamol im Januar 2011 von den Sängern Martin Folgmann und Benjamin Schehl. Kurz darauf kam DJ Eduard Grams dazu, 2013 folgten die beiden Sänger Jonathan Ettensberger und Thomas Schneider.  
Im August 2011 hatte die Band mit der aus eigener Feder stammenden Debütsingle Nauf auf die Bank auf der Allgäuer Festwoche ihren ersten Hit. Mittlerweile hat Losamol eine eigene, monatlich gesendete Fernsehsendung „Luagamol“. 
Zur anfänglichen Mundwerbung von Fans kam mittlerweile die Bekanntheit der Bandmitglieder durch Auftritte im Bayerischen Fernsehen während der Abendschau oder mit deren Nachrichten für Südwild. Musikvideos mit dem Playmate of the Year 2013, Franzy Balfanz, oder dem Stunt-Motorradfahrer Dominik Csauth verzeichnen auf Youtube mehrere hunderttausend Klicks.
Den allgäuerischen Dialekt, bei dem das „sch“ omnipräsent durchklingt, halten die Musiker für prädestiniert, um Reggae zu spielen. „Allgäuerisch ist gemütliches Deutsch und jamaikanisches Patois gemütliches Englisch“, beschreibt Martin Folgmann. Die Texte beschäftigen sich mit Liebe (Du warsch mei Fehl), Heimat (Griaßdana, Stand auf) oder Feiern (Awa).
Losamol tritt in verschiedenen Zusammensetzungen auf: mit der Basistruppe Losamol, in der Blaskapellen-Formation „Blosamol“, über eine achtköpfige „Reggae Nix Anders“-Konstellation, bis hin zum DJ-Programm. Das Repertoire besteht ausschließlich aus Eigenkompositionen.

## Besetzung
| Besetzung Losamol             |                                      |
| ----------------------------- | ------------------------------------ |
| Gesang                        | Martin Folgmann (Mate)               |
| Gesang                        | Jonathan Ettensberger (Jo-Lion)      |
| Gesang                        | Thomas Schneider (Thomsun)           |
| DJ                            | Eduard Grams (Edward Twentyone)      |
| Trompete                      | Christian Mayr (Crischei)            |
| Trompete                      | Daniel Spohr (Spohre)                |
| Trompete                      | Patrick Zimmermann (Zeve)            |
| Trompete                      | David Müller                         |
| Posaune                       | Markus Radigk (Radiesle Ma)          |
| Posaune                       | Oskar Gruber (Ossi)                  |
| Posaune                       | Matthias Wandinger (Wondy)           |
| Cimbasso & Tuba               | Denis Spiess (Britney Spiass)        |
| Piano / Akkordeon (Ziach)     | Andreas Schütz / Simon Müller        |
| Schlagzeug                    | Peter Waibel (Drumpeter)             |
| Ehemalige Mitglieder          |                                      |
| Gesang                        | Benjamin Schehl (BJahm)              |
| Bassgitarre                   | Daniel Merk, Michael Schmid (Mihale) |
| Diatonische Harmonika (Ziach) | Stefan Höllthaler (Höllei)           |

## Diskografie
- Leih mer’s Ohr (Album), 2014
- Des kasch singa (Album), 2014
- Live Album 2014 (Album), 2014
- I bi zfrieda (Album), 2015
- Holt Ding Müül (Album), 2017
- Bergleit (Album), 2019

## Presseartikel
- Holger Mock: LOSAMOL: Erfolgsgeschichte der Kemptener Mundart-Reggae-Band. In: all-in.de. 16. August 2013, abgerufen am 2. März 2023.
- Losamol: Isch des it schee? – Kult & Brauch – Bayern – Themen – BR.de
- Kreismusikfest Seibranz: „Losamol“ und Motorradshow
- Losamol - TRENDYone - Lifestyle- und Lokalnachrichten – Aktuelles aus Augsburg, Ulm & Allgäu
- „Nauf auf die Bank“ – Kempten – kreisbote.de